# Омарчево (Сливенська область)
Ома́рчево (болг. Омарчево) — село в Сливенській області Болгарії. Входить до складу общини Нова Загора.

## Населення
За даними перепису населення 2011 року у селі проживала 371 особа.
Національний склад населення села:
| Національність   | Кількість осіб | Відсоток |
| ---------------- | -------------- | -------- |
| болгари          | 291            | 90,7 %   |
| турки            | 25             | 7,8 %    |
| цигани           | 4              | 1,2 %    |
| Всього відповіли | 321            |          |

Розподіл населення за віком у 2011 році:
Динаміка населення: